# Anthaxia senicula
Anthaxia senicula, auch Anthaxia deaurata genannt, ist ein farbenprächtiger Käfer aus der Familie der Prachtkäfer. Er gehört zur Unterfamilie Buprestinae. Die Gattung Anthaxia ist in Europa mit vier Untergattungen vertreten. Anthaxia senicula gehört zur Untergattung Anthaxia, die in Europa mit 45 Arten vertreten ist. Die Art Anthaxia senicula kommt in großen Teilen Mittel- und Südeuropas in der Unterart Anthaxia senicula senicula vor, auf Kreta in der Unterart Anthaxia senicula cretica.

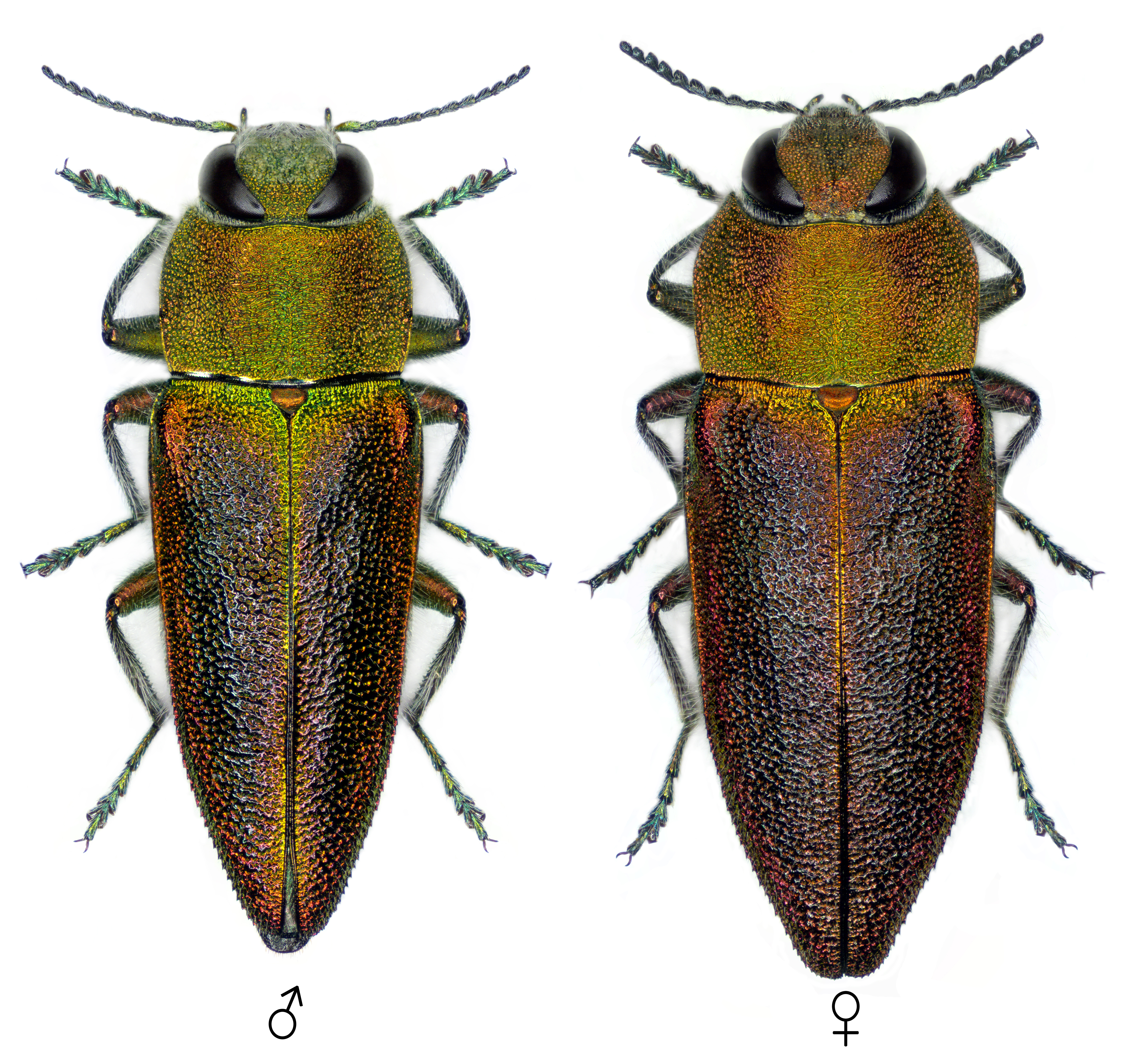
Abb. 1: Dunkle Form

## Bemerkungen zum Namen und Synonymen
Der Käfer ist in der 12. Auflage von Linnés Systema Naturae noch nicht beschrieben, die von Gmelin stark erweiterte 13. Auflage jedoch enthält bereits eine Beschreibung des Käfers unter dem Namen Buprestis deaurata. Da die 13. Auflage von Systema Naturae ab 1788 herausgegeben wird, findet man gelegentlich als Angabe für den Autor Gmelin, 1788. Die Beschreibung des Käfers erfolgt jedoch erst im 4. Band, der 1790 erscheint. Deswegen ist Gmelin, 1790 korrekter. Davor wurde jedoch 1789 eine dunklere Form des Käfers unter dem Namen Buprestis senicula durch Schrank beschrieben. Schrank nimmt in seiner Beschreibung hauptsächlich auf die Behaarung Bezug. Er schreibt über den Käfer, er sei durchaus rotfeurig glänzend ...... wegen einer sehr feinen weißen Wolle, die auf dem Bauche viel dünner ist, matter und gibt ihm wegen dieser bärtigen Behaarung den Namen senicula von lat. „seniculus“ für „altes Männchen“. Gmelin dagegen hebt in seiner Beschreibung hauptsächlich die Färbung der Flügeldecken heraus. Er schreibt: Buprestis supra obscure viridis, elytrorum margine aureo (lat. ein oben dunkelgrüner Prachtkäfer mit einem goldenen Flügeldeckenrand) und nennt den Käfer deaurata von lat. „deauratus“ für „übergoldet“.
Gmelin übernimmt den ersten Teil der Beschreibung wortgleich von Fabricius, der den Käfer schon 1787 unter dem Namen Buprestis aurulenta beschreibt, und Gmelin zitiert Fabricius auch als Quelle. Der Name Buprestis aurulenta ist jedoch bereits von Linné für einen nordamerikanischen Käfer vergeben, weshalb Gmelin den Artnamen in deaurata abändert. Aus dem gleichen Grund ersetzt Herbst 1801 den Artnamen von Fabricius durch auricolor. Schließlich beschreibt Küster 1851 noch die dunkle Variante nach Frivaldsky als Art Anthaxia hanakii und stellt sie hinter Anthaxia aurulenta.
Später wird der Käfer der Gattung Anthaxia zugeordnet und derzeit sind die Namen Anthaxia deaurata und Anthaxia senicula die gebräuchlichsten Synonyme
Der Gattungsname Anthaxia ist von altgr. άνθος ánthos, 'Blüte', und άξιος áxios, 'wert' abgeleitet und weist auf die vielen farbenprächtigen Käfer dieser Gattung hin.

## Beschreibung des Käfers
Der lebhaft gefärbte, aber oberseits nicht glänzende Käfer wird neun bis 12,5 Millimeter lang. Die Unterseite ist glänzend kupfrig rot, die Oberseite variabel gefärbt. In der Naturgeschichte der Insecten Deutschlands von Erichson werden vier Farbvarianten angeführt.
Der Körper ist flach, etwa dreimal so lang wie breit; das Männchen ist etwas schmaler als das Weibchen.
Der Kopf ist nach unten geneigt und bis zu den Hinterrändern der Augen in den Halsschild zurückgezogen. Er ist dicht körnig punktiert. Die großen braunen Augen sind auf der Stirn einander genähert. Die elfgliedrigen Fühler sind etwa so lang wie der Halsschild. Die beiden basalen Glieder sind goldgrün, die restlichen fast schwarz. Die Fühler sind ab dem vierten Glied schwach gezähnt. Die Stirn ist mäßig dicht, lang abstehend, fast wollig weiß seidig behaart.
Der Halsschild ist in der Aufsicht grob rechteckig, etwa eineinhalbmal so breit wie lang. Der Vorderrand ist in der Mitte konvex, seitlich davon konkav geschwungen. Die Basis ist fast gerade, vor dem Schildchen etwas eingebuchtet. Die Seiten sind ziemlich regelmäßig gekrümmt, die breiteste Stelle liegt im vorderen Drittel. Der Halsschild ist undeutlich dicht quer gerunzelt, an den Seiten netzartig punktiert, die Runzeln sind aber nicht kreisförmig angeordnet. In der Mitte ist der Halsschild sehr seicht längs eingedrückt. Er ist abstehend fein weiß behaart. Er ist grüngold, zu den Seiten hin wird er rötlich. Bei den dunkleren Formen kann er auch braun kupfrig sein.
Das Schildchen ist klein, dreieckig und äußerst fein punktiert. Es ist rotgolden oder grüngolden.
Die Flügeldecken sind dicht unregelmäßig runzelig punktiert und locker fein behaart. Sie sind an der Basis gleich breit wie die Basis des Halsschilds. Ihre Seiten verjüngen sich in reichlich der vorderen Hälfte kaum, zur Spitze hin verjüngen sie sich wenig gerundet, die Enden sind einzeln abgerundet. Im letzten Drittel sind die Seiten fein, aber scharf gezähnelt. Die Flügeldecken sind etwas mehr als doppelt so lang wie zusammen breit, beim Weibchen etwas breiter als beim Männchen. Sie sind entweder grün mit einem breiten roten bis purpurrotem Außenrand. Oder sie sind dunkler braun bis erzfarben. Dann ist nur noch an der Basis und teilweise entlang der Naht die Farbe ins Goldgrüne übergehend und der rote Rand unauffällig (Abb. 1).

## Biologie
Man findet den Käfer von Mai bis Juli. Die wärmeliebende Art hält sich an sonnigen Waldrändern, in Auwäldern und an Flussauen auf. Der Käfer entwickelt sich in Ulmen, hauptsächlich in trockenen, stärkeren Ästen alter Bäume mit einem Durchmesser von fünf bis zwanzig Zentimetern, während sich Anthaxia manca bevorzugt in jüngeren, abgestorbenen Ulmen entwickelt. Deswegen ist vor allem Anthaxia senicula mit dem Ulmensterben noch seltener geworden. Die adulten Tiere kann man auch auf Klafterholz und gelegentlich auf Erle und Pappel finden.

## Verbreitung
Die Art ist in Europa außer im Norden (Großbritannien, Benelux-Staaten, Skandinavien, Dänemark, Baltikum) weit verbreitet. Sie fehlt in Portugal und aus der Schweiz liegen keine Meldungen vor. Außerhalb Europas kommt der Käfer in Nordafrika und der Ostpalaearktik vor.